# Mustafa Mujić
Šejh hfz. Mustafa ef. Mujić (poznat i kao šejh hafiz s Paleža; Rogatica, 10. svibnja 1910. – Visoko, 12. srpnja 1999.), bosanskohercegovački je teolog bošnjačkog podrijetla, šejh nakšibendijskog tarikata.

## Životopis
Mustafa Mujić je rođen 1910. godine u Rogatici. Majku nije upamtio jer je umrla u Bosanskom Novom tijekom Prvog svjetskog rata. Slabo se sjećao i oca koji se, kada se vratio iz rata, razbolio i umro. Odrastao je u djedovom i naninom okrilju. Nakon osnovne škole završio je rogatičku medresu i u isto vrijeme radio u pekarnici. Nakon završetka medrese radi je kao imam u Karačićima, zatim u Džedovićima – okolnim rogatičkim mjestima. Prije nego što je stupio na odsluženje vojnog roka, Mustafa Mujić se oženio. Sa suprugom Hasnijom imao je sedmero djece, šest kćerki i jednog sina.
Vojni rok je služio na Kosovu. Kada se vratio s Kosova, izbjegao je u Sarajevo sa ženom i djecom i tamo počeo raditi kao imam u džamiji na Bistriku. Veći dio ratnog vremena proveo je u Sarajevu radeći u spomenutoj džamiji. Pred kraj rata Mustafa Mujić je i hifz završio za osam mjeseci. Muhaffiz mu je bio kurra-hafiz Hadžijahić. U Carevoj džamiji po završetku Drugog svjetskog rata proučena mu je hafiska dova.
Poslije Drugog svjetsko rata, Mujić se vraća se u svoje rodno mjesto, gdje nastavlja imamsku službu u Dobračama. Ovdje se zadržao osam mjeseci, nakon čega se prebacuje u Palež kod Kiseljaka, gdje živi od 1946. do 1993. ratne godine. U dugom periodu boravka na ovom mjestu, kao imam radio je prvo u Kiseljaku, zatim i pod Duhrima, a najveći dio radnog vremena proveo je u Paležu. Svaki dan osim petka radio je po nekoliko sati s djecom, učeći ih kuranskom pismu, imanskim i islamskim šartima i drugim temeljnim islamskim vjerskim dužnostima. Pored ove obveze, pripremao je kandidate za izvanredno polaganje imamskih ispita u Sarajevu. Ovo je radio čak i onda, kada su nastupile zabrane od tadašnje komunističke vlasti. 
S obzirom na to da je šejh hfz. Muharem ef. Lemeš iz Uvorića kod Visokog bio oženjen iz Paleža, on je redovno ovaj kraj posjećivao. Čim je došao novi imam u Palež, šejh Lemeš se odmah s njim upoznao i zapazio njegovu oštroumnost. On je još tada vidio da će ovaj postati veliki čovjek, te je stoga upozorio Paležane riječima: "Dobro ga čuvajte! Ako ga izgubite nećete dobro proći!" Susret s ovim šejhom bili su prvi ozbiljniji susreti Mustafe Mujića s dervišima, što je rezultiralo nasljeđivanjem spomenutog šejha. Naime, šejh Lemeš je 1955. godine umro, a nasljednika je označio riječima "Ono što sam ja, to je on i suprotno" misleći pri tome na Mujića. Od tada hfz. Mujić među narodom slovi kao Šejh-hafiz s Paleža.
Posljednjih nekoliko godina života Mustafa Mujić je proveo u Visokom. Zikr i predavanja je održavao ponedjeljkom u Pertačkoj džamiji. Ovi pozni dani njegovog života mogu se označiti kao vrhunac njegovog života gdje je Mujić oko sebe neprestano okupljao ljude. Privlačio je veliki broj murida (učenika) iz raznih krajeva Bosne i Hercegovine. Svakog tjedna dolazili su mu ljudi iz Sarajeva, Tuzle, Zenice, Gradačca, Mostara i brojnih drugih krajeva, što je na određeni način počelo predstavljati duhovno-obrazovni centar muslimana ovih krajeva. 
Mustafa Mujić je umro u Visokom, 12. srpnja 1999. godine. Sljedeći dan su se klanjale dvije dženaze, jedna pred Pertačkom džamijom, a druga u haremu Gračaničke džamije gdje je i ukopan pored mezara svoga šejha hfz. Muharema ef. Lemeša.

## Vanjske poveznice
- Šejh hadži hafiz Mustafa efendija Mujić – Šejh-hafiz s Paleža: Portret jednog savremenog duhovnog učitelja